# Брука (Месина)
Брука (итал. Bruca) је насеље у Италији у округу Месина, региону Сицилија.
Према процени из 2011. у насељу је живело 60 становника. Насеље се налази на надморској висини од 777 м.